# Евлампиевский
Евлампиевский — опустевший хутор в Калачёвском районе Волгоградской области России. Входит в состав Голубинского сельского поселения.

## История
В соответствии с Законом Волгоградской области от 20 января 2005 года № 994-ОД «Об установлении границ и наделении статусом Калачёвского района и муниципальных образований в его составе», хутор вошёл в состав образованного Голубинского сельского поселения.

## География
Расположен в юго-западной части региона, в степной зоне, в пределах Ергенинской возвышенности, относящейся к Восточно-Европейской равнине, на р. Большая Голубая.
Уличная сеть не развита.
Абсолютная высота 41 метр над уровнем моря.

## Население
| 2010 |
| ---- |
| 0    |

Национальный состав
Согласно результатам переписи 2002 года, в национальной структуре населения
русские составляли 100 % из общей численности населения в 6 чел..

## Инфраструктура
Было развито личное подсобное хозяйство.

## Транспорт
Просёлочные дороги.